# Growth in a Time of Debt

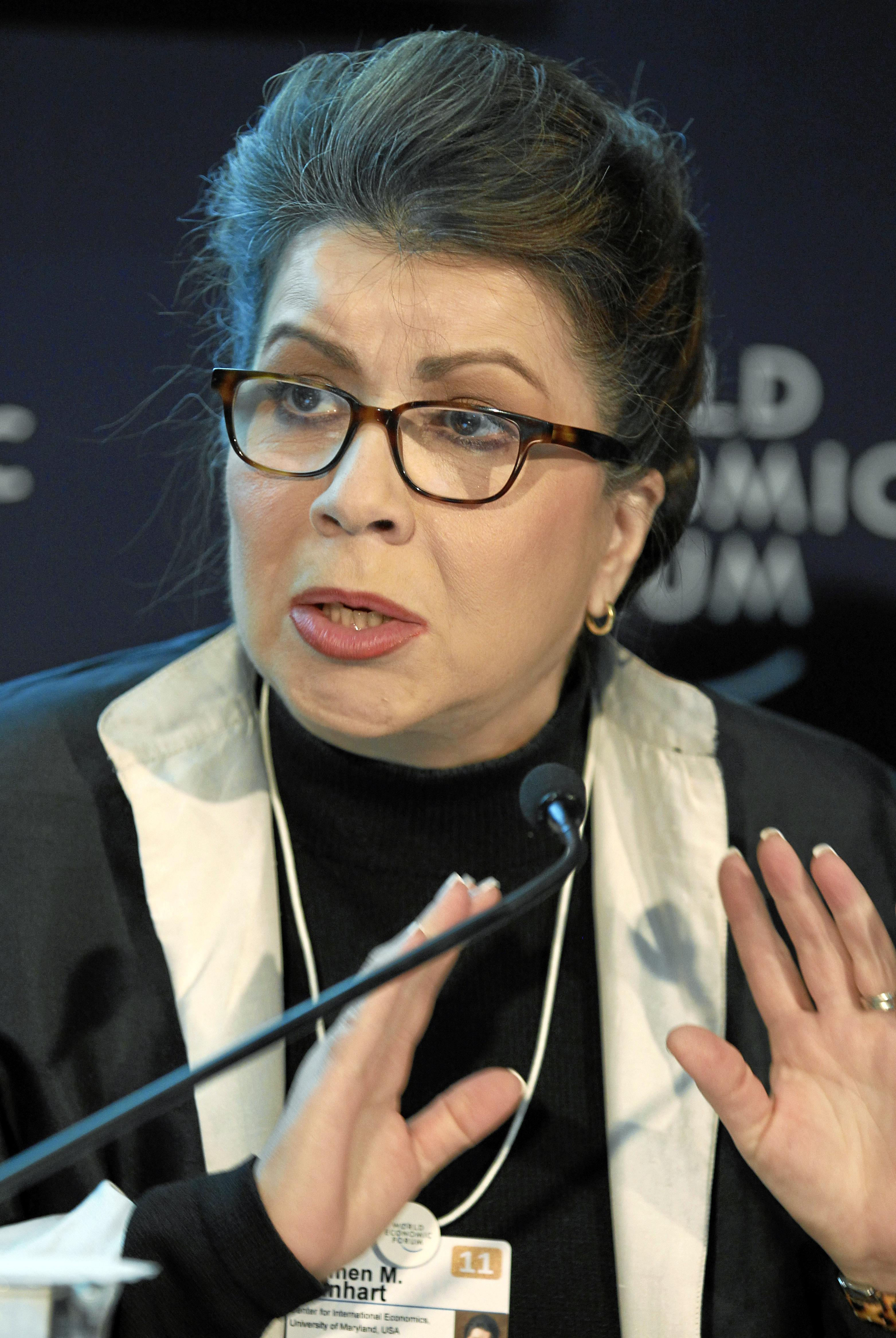
Carmen Reinhart al World Economic Forum del 2011

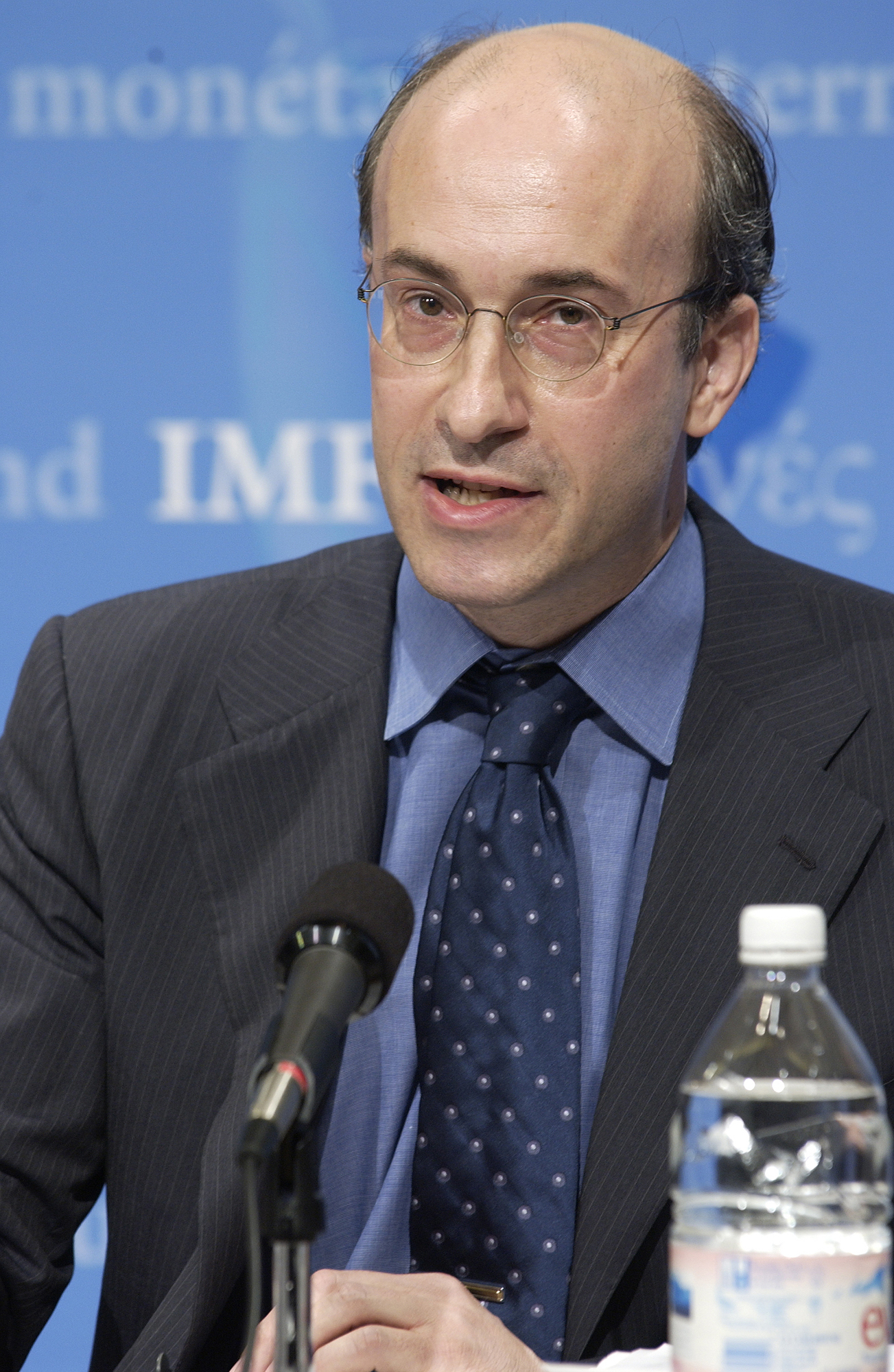
Kenneth Rogoff, coautore dello studio

Growth in a Time of Debt (in italiano: La crescita ai tempi del debito, conosciuto anche come Reinhart-Rogoff, dal nome dei suoi autori, talvolta abbreviato in RR 2010) è un controverso lavoro scientifico pubblicato nel 2010 sulla American Economic Review, i cui autori sono due noti economisti dell'Università di Harvard, Carmen Reinhart e Kenneth Rogoff. L'articolo è stato ripreso e citato di frequente da politici, commentatori, e attivisti, in dibattiti politici vertenti sull'opportunità e l'efficacia di politiche fiscali ed economiche di austerity e rigore quando queste vengono applicate in contesti di economie gravate da forte incidenza del debito pubblico sul Prodotto interno lordo.

## Tesi
Si tratta di uno studio empirico la cui tesi centrale può essere riassunta così: quando "il debito estero lordo raggiunge il 60% del Prodotto interno lordo", il tasso annuo di crescita economica di un paese calerebbe di due punti percentuali, mentre "per livelli del debito estero superiori al 90%", la crescita del PIL sarebbe "all'incirca dimezzata".
Apparso nella temperie della crisi finanziaria ed economica iniziata negli anni 2000, lo studio ha fornito un quadro teorico di riferimento per giustificare politiche di rigore e austerity. Nel 2012, in ambienti accademici, si levarono voci critiche che ritenevano lo studio viziato da fallacie metodologiche e dal fatto che i dati su cui riposava l'analisi non giustificavano in alcun modo le conclusioni a cui giungevano gli autori, con il risultato che lo studio aveva portato all'adozione ingiustificata di dure politiche di rigore nei paesi a forte indebitamento.

## Critiche

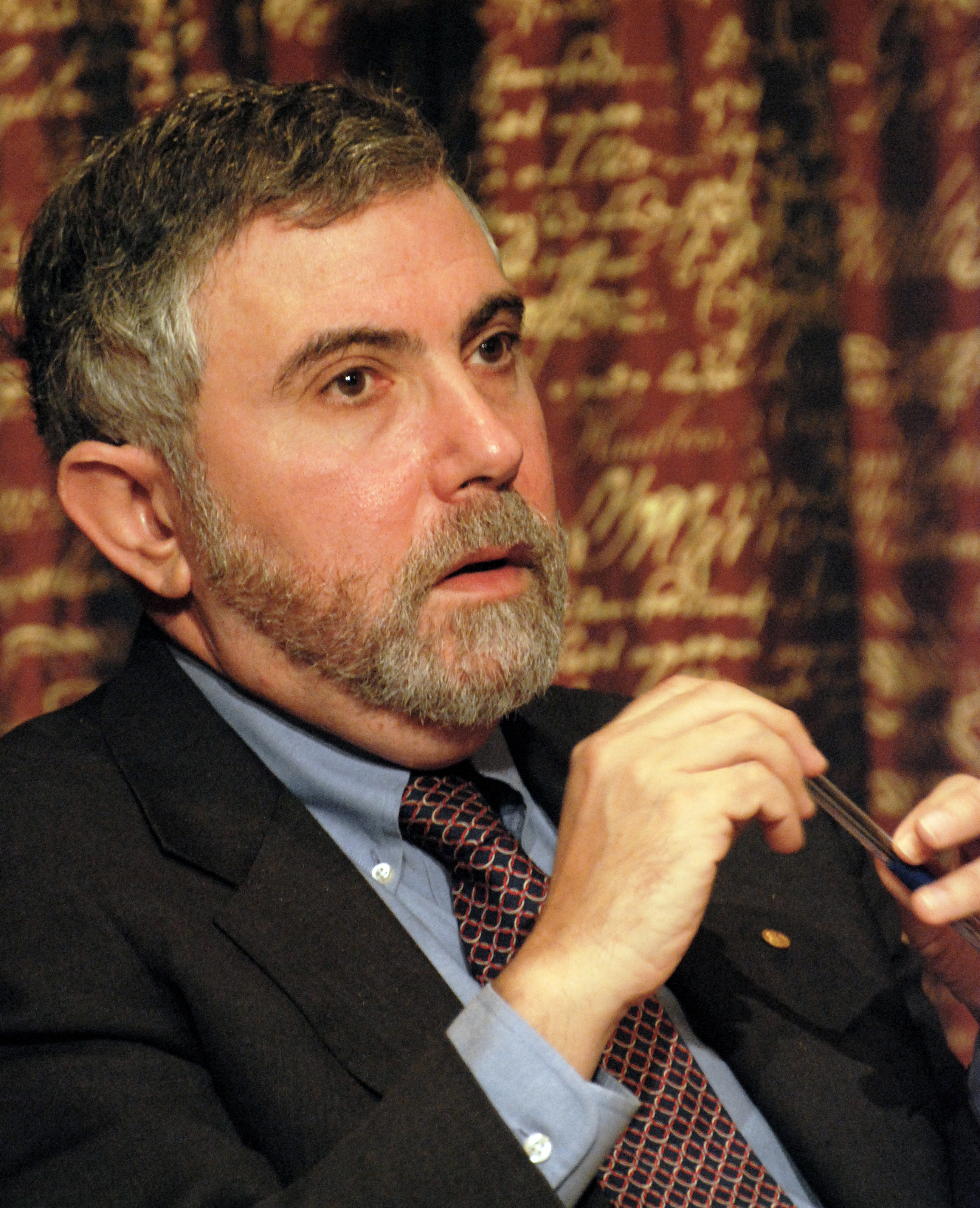
Paul Krugman, vincitore del Premio Nobel nel 2008, che ha espresso feroci critiche sullo studio e le sue conseguenze politiche

Il fatto che la sfera decisionale della politica sia stata così influenzata in modo così pesante da uno studio debole e inficiato da errori metodologici, ha portato l'economista di Princeton, Paul Krugman, vincitore del premio Nobel per l'economia, a esprimersi in questo modo:

## Influenza politica
Nella loro critica al lavoro di Reinhart e Rogoff, Thomas Herndon, Michael Ash e Robert Pollin, economisti dell'Università del Massachusetts ad Amherst, hanno mostrato come, nel sistema politico statunitense, Growth in a Time of Debt abbia influenzato "The Path to Prosperity", la proposta di bilancio del Partito Repubblicano (indicata normalmente come "Paul Ryan budget"):
RR 2010a [Growth in a Time of Debt, n.d.r.] è la sola prova citata nel "Paul Ryan Budget" circa le conseguenze di un alto debito pubblico sulla crescita economica. Il "Path to Prosperity" del deputato Paul Ryan così riporta (Ryan 2013, p. 78):
Un ben noto studio condotto dagli economisti Ken Rogoff e Carmen Reinhart conferma questa conclusione di buonsenso. Lo studio ha trovato prove empiriche definitive circa il fatto che un debito lordo (intendendo con questo tutto il debito contratto da un governo, incluso il debito detenuto tramite fondi fiduciari) che supera il 90 percento dell'economia ha un marcato effetto negativo sulla crescita economica.
RR ha chiaramente esercitato un influsso importante, in anni recenti, nel dibattito sulle policy pubbliche sulla gestione del debito statale e sulle politiche fiscali più in generale. I risultati dello studio hanno fornito un sostegno significativo per l'agenda di austerity che ha avuto un crescente seguito in Europa e negli Stati Uniti dal 2010.
Olli Rehn, Commissario europeo per gli affari economici e monetari, nel discorso tenuto il 9 aprile 2013 alla Organizzazione internazionale del lavoro, ha usato lo studio Reinhart-Rogoff per sostenere che "ci si attende che il debito pubblico in Europa si stabilizzi solo a partire dal 2014 e che questo avverrà solo a livelli superiori al 90% del PIL. Seri studi empirici hanno mostrato che, a livelli così alti, il debito pubblico agisce come una zavorra permanente sulla crescita."
George Osborne, membro del Partito Conservatore nel Parlamento britannico e Cancelliere dello Scacchiere del governo di David Cameron, si è basato sullo scritto dei due economisti per sostenere come le cause universali delle crisi finanziarie risiedessero nell'eccessivo debito: "Come Rogoff e Reinhart hanno dimostrato in maniera convincente, tutte le crisi finanziarie hanno, in definitiva, una medesima origine".

## Errori metodologici
In uno studio dal titolo "Does High Public Debt Consistently Stifle Economic Growth? A Critique of Reinhart and Rogoff", Thomas Herndon, Michael Ash, e Robert Pollin hanno sostenuto che l'analisi statistica compiuta dai due autori sui dati contenuti nel foglio elettronico Excel originale (che i due avevano usato a sostegno delle conclusioni dell'articolo) era inficiata da errori e, probabilmente, da bias statistico: "Usando il foglio elettronico su cui hanno lavorato Reinhart e Rogoff, abbiamo identificato errori di codifica ed esclusioni selettive di dati disponibili, e di pesatura non convenzionale nelle statistiche riassuntive". Avvalendosi dello stesso foglio di calcolo usato in origine da Reinhart e Rogoff, ma correggendo quelli da loro individuati come errori, Herndon e collaboratori hanno trovato che: 
Se correttamente calcolato, il reale tasso di crescita medio del PIL per paesi gravati da un rapporto Debito/PIL superiore al 90 per cento è pari, in realtà, al 2,2 percento, non il valore di −0,1 per cento pubblicato in Reinhart e Rogoff. Questo, contrariamente a quanto sostenuto in RR, significa che il tasso di crescita medio dei paesi con rapporto Debito/PIL superiore al 90 per cento non è radicalmente differente da quelli di paesi in cui lo stesso rapporto Debito/PIL era inferiore.
Reinhart e Rogoff non avevano reso pubblico il campione statistico su cui hanno fondato le loro conclusioni. Il loro campione non ha beneficiato di una revisione paritaria fino a che Herndon e collaboratori non lo ricevettero dagli stessi Reinhart e Rogoff nel 2013, attraverso una comunicazione personale con cui gli autori dello studio esaudivano una loro richiesta. Dopo averlo esaminato, ne trassero la conclusione che il campione era affetto da bias statistico, scaturito dal fatto che Reinhart e Rogoff avevano compiuto un'omissione selettiva di dati statistici relativi all'andamento delle economie di Australia, Canada e Nuova Zelanda nella fase iniziale del secondo dopoguerra. Tali dati evidenziavano alti livelli di crescita economica nonostante la mole del loro debito pubblico. Invece, per lo stesso periodo, erano stati inclusi i dati dell'economia statunitense che mostravano un calo del PIL (tasso di crescita negativo), che Herndon attribuisce, invece, alla smobilitazione del personale militare statunitense dopo la fine della seconda guerra mondiale. 
Ash conclude dicendo che "il fallimento del risultato empirico secondo cui debiti pubblici elevati sono inevitabilmente associati con tassi di crescita economica fortemente ridotti, unito alla debolezza del meccanismo teorico nelle attuali condizioni, [...] rendono l'idea centrale di Reinhart and Rogoff praticamente irrilevante per l'attuale dibattito sulle policy statali".
Reinhart e Rogoff hanno replicato alle critiche di Herndon e collaboratori pubblicando una lunga e dettagliata risposta sul The New York Times:
Herndon, Ash e Pollin hanno accuratamente mostrato gli errori di codifica che hanno portato all'omissione di alcuni paesi dalla media riportata nella figura 2. Punto. HAP (Herndon, Ash e Pollin, n.d.r.) vanno oltre notando qualche altra omissione relativa ai debiti [Nuova Zelanda], che descrivono come "omissione selettiva". Questa accusa, che permea tutto il loro studio, è qualcosa a cui noi ci opponiamo nei termini più risoluti [...] I dati per la Nuova Zelanda negli anni attorno alla seconda guerra mondiale sono stati semplicemente incorporati e non abbiamo vagliato la confrontabilità e la qualità dei dati con quelli per il periodo più recente [...] Essi sostengono che noi usiamo una "pesatura non convenzionale delle statistiche riassuntive". In particolare, per ogni barra dell'istogramma, noi prendiamo il tasso medio di crescita per ciascun paese e facciamo una media del risultato. Questo ci sembra perfettamente lecito, e di sicuro non anticonvenzionale.
L'economista L. Randall Wray ha criticato Reinhart e Rogoff per aver combinato dati "attraverso secoli, regimi di cambio, debiti pubblici e privati, e debiti denominati in valuta estera con debiti in valuta locale", in aggiunta a "errori statistici". Randall Wray, inoltre, critica la mancanza di una "teoria della moneta sovrana".
Tuttavia, gli stessi Reinhart e Rogoff ed il FMI in papers più recenti e privi delle fallacie riscontrate in "Growth in a time of debt" hanno ottenuto risultati simili a quelli originariamente pubblicati e contestati, riportando in auge il dibattito internazionale e la credibilità del primo studio.